# Finspånga läns domsaga
Finspånga läns domsaga var en domsaga i Östergötlands län, bildad 1 januari 1850 genom en delning av Bobergs, Gullbergs, Finspånga läns och Bråbo häraders domsaga. Domsagan upplöstes 1927 och dess verksamhet överfördes till Bråbygdens och Finspånga läns domsaga.
Domsagan lydde under Göta hovrätt och omfattade Finspånga läns härad.

## Tingslag

### Före 1879
- Risinge tingslag
- Hällestads och Tjällmo tingslag

### Från 1879
- Finspånga läns tingslag

## Häradshövdingar
- 1850–1860: Claes Emil Eckerström
- 1861–1863: Carl Georg Levin
- 1864–1905: Axel Reutercrona
- 1905–1924: Hans Joachimsson